# 기본 경로
기본 경로, 기본 루트, 디폴트 루트(default route)는 컴퓨터 네트워킹에서 라우팅 테이블이나 기타 라우팅 메커니즘에서 다음 홉(next-hop) 호스트의 특정 주소를 사용할 수 없는 경우 패킷에 대한 전달 규칙을 설정하는 인터넷 프로토콜(IP)의 구성이다.
기본 경로는 일반적으로 패킷을 동일한 방식으로 처리하는 다른 라우터의 주소이다. 경로가 일치하면 패킷이 그에 따라 전달되고, 그렇지 않으면 패킷이 해당 라우터의 기본 경로로 전달된다. 각 라우터의 경로 평가 프로세스에서는 가장 구체적인 경로를 얻기 위해 가장 긴 접두사 일치 방법을 사용한다. 대상 IP 주소와 일치하는 가장 긴 서브넷 마스크 또는 네트워크 접두사가 있는 네트워크가 다음 홉 네트워크 게이트웨이이다. 이 프로세스는 패킷이 대상 호스트에 전달될 때까지 또는 라우터에 사용 가능한 기본 경로가 없고 패킷을 라우팅할 수 없는 경우 경로를 따라 더 일찍 반복된다. 후자의 경우에는 패킷이 삭제되고 ICMP Destination Unreachable 메시지가 반환될 수 있다. 각 라우터 통과는 전송 경로의 거리 계산에서 하나의 홉으로 계산된다.
기본 경로가 가리키는 장치를 기본 게이트웨이라고도 하며 패킷 필터링, 방화벽 또는 프록시 서버 작업과 같은 다른 기능을 수행하는 경우가 많다.
IPv4(인터넷 프로토콜 버전 4)의 기본 경로는 CIDR 표기법으로 0 주소인 0.0.0.0/0으로 지정된다. 마찬가지로 IPv6에서는 기본 경로가 ::/0으로 지정된다. 서브넷 마스크는 모든 네트워크를 효과적으로 지정하고 가능한 가장 짧은 일치를 나타내는 /0으로 지정된다. 다른 규칙과 일치하지 않는 경로 조회는 이 경로로 대체된다.
네트워크의 최고 수준 세그먼트에서 관리자는 일반적으로 특정 호스트의 기본 경로를 네트워크 서비스 공급자에 연결된 라우터로 지정한다. 따라서 조직의 LAN 외부(일반적으로 인터넷이나 광역 통신망의 대상)를 대상으로 하는 패킷은 해당 공급자에 연결된 라우터로 전달된다.